# Dendronephthya savignyi
Dendronephthya savignyi is een zachte koraalsoort uit de familie Nephtheidae. De koraalsoort komt uit het geslacht Dendronephthya. Dendronephthya savignyi werd in 1843 voor het eerst wetenschappelijk beschreven door Ehrenberg. 